# 圓口蟲屬
圓口蟲屬是一種已滅絕的原始小型海生動物，屬於古蟲目地大動物科，全長 7 至 10 公分，是中等體型的古蟲。圓口蟲生存於寒武紀早期的第三期，化石發現於中國雲南昆明的筇竹寺組地層，年代約相當於5億2000萬年前左右，是澄江生物群的物種之一。

## 特征描述
西大动物的特征是其前端的“双环式”大口的独特构造，曾被認為与北美石炭纪的无颌鱼类“皮鱼（Pipiscius zangerli）”存在着某种联系。但后来研究者经反复比较，“皮鱼（Pipiscius zangerli）”和西大动物的“双环式”大口只是趋同构造而已。